# SN 2003W
SN 2003W – supernowa typu Ia odkryta 28 stycznia 2003 roku w galaktyce UGC 5234. W momencie odkrycia miała maksymalną jasność 17,30m.